# Orquestra Filarmônica de Nagoya

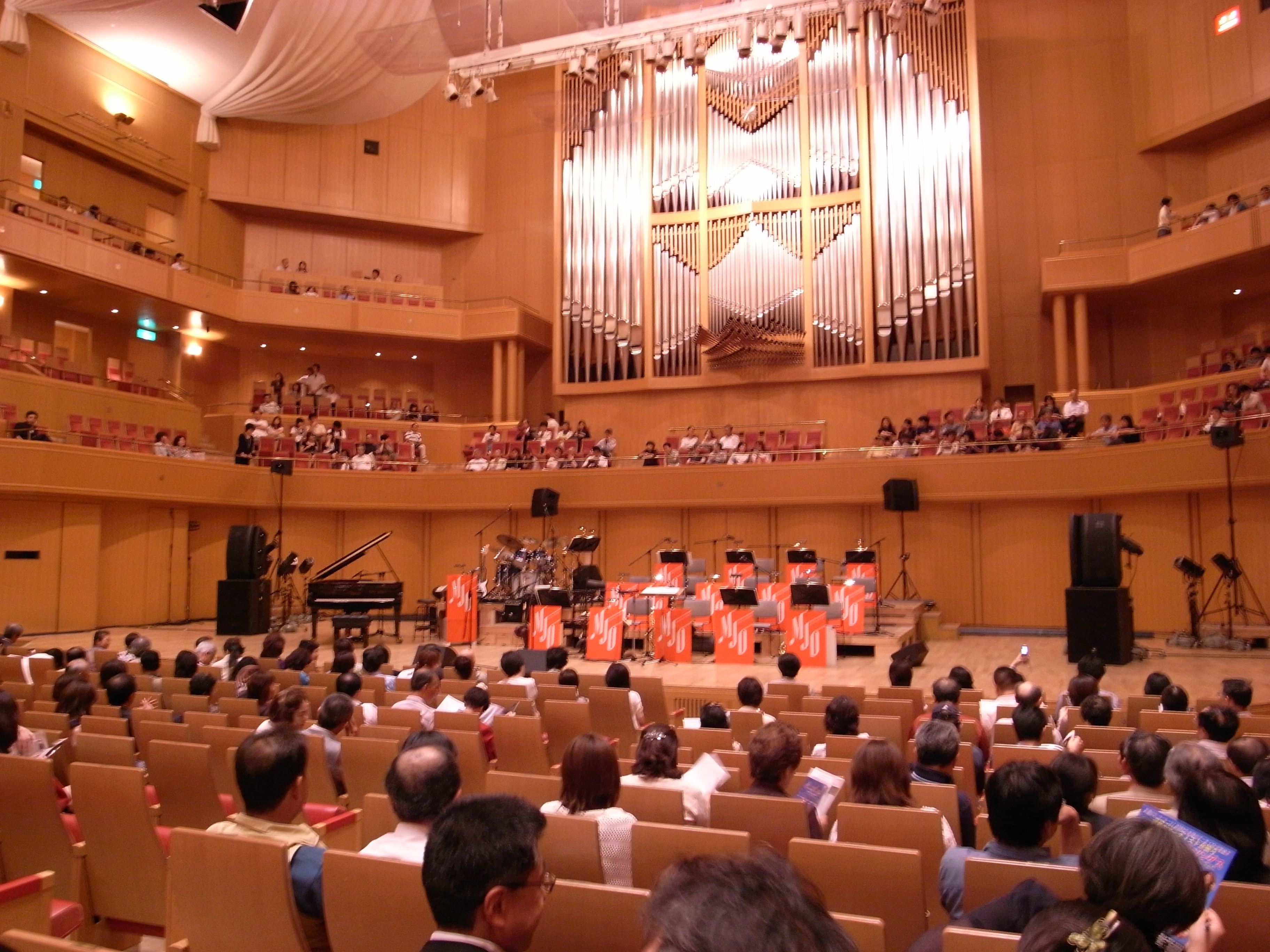
Teatro de Artes da Prefeitura de Aichi, na cidade nipônica de Nagoya, sua capital, onde está baseada a Orquestra Filarmônica de Nagoya

A Orquestra Filarmônica de Nagoya é uma orquestra clássica baseada em Nagoya, Japão. A orquestra foi fundada em 1966.

## Diretores Musicais
- Kentaro Kobayashi (1998—2003)
- Yuzo Toyama (1981—1987)
- Tadashi Mori (1974—1980)
- Hiroyuki Iwashiro (1971—1974)